# Bavljenac
Bavljenac je nenaseljeni otočić u hrvatskom dijelu Jadranskog mora.
Njegova površina iznosi 0,14 km². Dužina obalne crte iznosi 1,43 km.